# استفان تاپر
استفان تاپر (سوئدی: Staffan Tapper؛ زادهٔ ۱۰ ژوئیهٔ ۱۹۴۸) بازیکن فوتبال اهل سوئد بود.
از باشگاه‌هایی که در آن بازی کرده‌است می‌توان به باشگاه فوتبال مالمو اشاره کرد.
وی همچنین در تیم‌های ملی فوتبال سوئد، و سوئد، و سوئد، بازی کرده‌است.